# Bombast
Als Bombast (auch Bombastik, von englisch bombast aus mittelfranzösisch bombace zu mittellateinisch bombax „Baumwolle“) bezeichnet man in der Rhetorik und später in der Literaturkritik eine durch übermäßigen Wortschwall aufgeblähte Rede, die – der Wortbedeutung entsprechend – eine leere Hülle mit viel Füllmaterial ausstopft, um dem mangelhaften Gedankengerüst Gewicht zu verleihen. Er entsteht ähnlich wie der Schwulststil durch die übertriebene Anhäufung und den falschen Einsatz stilistischer und rhetorischer Mittel wie z. B. Metaphern und Vergleiche sowie durch einen übertrieben verschachtelten, weitschweifigen Satzbau, der es dem Hörer oder Leser erschwert, den Sinnzusammenhang zu begreifen.
Vor allem im 17., 18. und 19. Jahrhundert begegnet man dem Bombast in Werken jener Dichter, die nicht zur literarischen Spitzenklasse zählen und dies durch eine imponierende Länge ihres Werkes wettmachen wollten. Heute wird der Begriff vor allem in der Literaturkritik für „schwülstige“ und unangenehm weitschweifige Poesie- und Prosawerke und „literarischen Lärm“ verwendet.

## Belege
1. ↑  Meyers Konversations-Lexikon. Eine Encyklopädie des allgemeinen Wissens. 4., gänzlich umgearbeitete Auflage. Leipzig 1885–1890. Bd. 3, S. 176.